# Tasoški marmor
Tasoški marmor (latinsko marmor Thasium) je marmor, ki izvira z grškega otoka Tasos.
Poleg osnovne različice imena se pojavljajo pri antičnih avtorjih tudi druge. Tako ga Plinij Starejši in Vitruvij imenujta marmor a/e Thas(i)o ter Seneka Thasius lapis.

## Pojavnost
Poznamo dve različici tega marmorja. Prvo predstavlja finozrnat bel do sivkast dolomitni marmor, drugo pa grobozrnat čisto bel do svetlo siv kalcitni marmor.

## Geografski opis
Otok Tasos (Thasos, Θαςος) leži v severnem Egejskem morju in je od vzhodno makedonske obale v Grčiji oddaljen le 8 km, njegova površina znaša okrog 390 km2. Relief otoka je raznolik. Večji del predstavlja pogorje Ipsárion (Ypsarion oros, Υψαριον ορος), z najvišjim vrhom Psario (Ψαριό), s 1206 m n.m., kar daje otoku gorat značaj. Obalni predeli so za razliko od osrednjega dela dokaj položni in razčlenjeni s številnimi rti in zalivi s peščenimi plažami.
Marmor oz. kamnolome so na otoku pričeli izrabljati že v arhajskem obdobju Grčije, v 7. stol. pr. n. št., nato dalje v klasičnem in helenističnem obdobju ter rimskem obdobju. V 3.stol. n.š. je na območju rimskega cesarstva opazno množično opuščanje kamnolomov, čemur se niso izognili niti na Tasosu in še danes lahko opazimo že pripravljene bloke marmorja za nadaljnji transport. Del kamnolomov pa je vseeno deloval še vse v krščansko obdobje. Pridobivanje marmorja dejansko nikoli ni zamrlo, saj danes predstavlja eno glavnih gospodarskih panog na otoku in ga izvažajo po svetu.
Na otoku še danes lahko lociramo več antičnih kamnolomov, ki se nahajajo na vzhodnem delu otoka. V severovzhodnem delu so tako znani kamnolomi na rtu Fanari, v Saliari, rtu Vathy, ter rtu Pyrgos, v jugovzhodnem delu je ohranjen kamnolom na polotoku Aliki, v južnem delu pa so bili odkriti sledovi izrabe na območju današnjega samostana Archangelou.

## Geologija in petrografija
Geološko gledano je otok del Rodopskega masiva, ki se nahaja v SV delu Grčije in J Bolgariji. Sestavljajo ga paleozojski in zgodnje mezozojski sedimenti, graniti in gnajsi, zgornje jurske kamnine in vulkanske kamnine.
Na otoku sta znani dve plasti marmorja. Zgornja plast se nahaja na območju Kastrou, na zahodnem delu otoka in je v večini že erodirana. Spodnja plast marmorja pripada območju Prophitis Ilias, na vzhodnem delu otoka in doseže debelino tudi do 300 m. Med njima so plasti gnajsa, ki ločujejo plasti marmorja.
Sama izraba marmorja v antičnem obdobju je potekala na plasteh iz območja Prophitis Ilias. Glede na samo sestavo pa to območje ni enotno, saj imamo, kot je bilo že navedeno, dva različna tipa marmorjev, ki se med seboj razlikujeta. Gre za dolomitne in kalcitne marmorje.
- Dolomitni marmorji

Dolomitne marmorje najdemo na severovzhodnem delu otoka. V osnovi so finozrnati, če pa jih primerjamo z ostalimi dolomitnimi marmorji, so kljub temu nenavadno grobozrnati. Prav tako pa so manj bogati s kristali, če jih primerjamo s kalcitnimi marmorji. Njihova barva prehaja med belo in sivkasto. Znanih je več lokacij izrabe tega marmorja, in sicer rt Fanari, Saliara, rt Vathy, ter rt Pyrgos.
- Kalcitni marmorji

Kalcitni marmorji ležijo na jugovzhodnem delu otoka. So grobozrnati, z vključki manjših finejših zrn, njihova barva pa variira med čisto belo in svetlo sivo. Glavno najdišče tega tipa predstavlja polotok Aliki.

### Analiza stabilnih izotopov
Izvor belih marmorjev so včasih določali le na podlagi njihovega videza, tipoloških analiz ter epigrafskih virov. Danes pa se pri tem upoštevajo tudi laboratorijske raziskave, ki dajejo mnogo bolj realno sliko o izvoru marmorjev. Ena od teh raziskav je tudi analiza stabilnih izotopov, ki se je izkazala tudi kot ena najmanj destruktivnih metod.
Pri tem gre za meritve vrednosti stabilnih izotopov ogljika in kisika, ki jih izvajajo z masnim spektrometrom. Za analizo je potreben le majhen vzorec (1 – 2 miligrama), ki ga s predmeta izpraskajo v obliki prahu. Vzorec potem potopijo v fosforno kislino, kjer pride do reakcije, pri kateri se sprošča ogljikov dioksid. Tega nato usmerijo v ionski izvor masnega spektrometra. Tako lahko izmerijo vrednosti izotopov ogljika in kisika, ki so podane v delta zapisih δ13C in δ18O.
Na podlagi te metode so izdelali tudi bazo podatkov izotopov, ki zajema 589 analiz iz 42 kamnolomov. Ti podatki so v splošnem prikazani kot diagram vrednosti izotopov, ki ga uporabljajo pri določevanju izvora marmornih izdelkov.

## Kamnolomi

### Aliki
Polotok Aliki predstavlja eno najbolj raziskanih območij tasoških kamnolomov. Leži na jugovzhodnem delu otoka. Marmor so v tem delu pričeli izrabljati že ob začetku same paroške naselitve otoka, v 7. stol. pr. n. št., vendar pa so sledovi izrabe iz arhajskega obdobja zelo redki zaradi kontinuirane izrabe prostora.
Kamnolomi so v največjem obsegu delovali v rimskem času. Gre za območje v notranjosti polotoka, ki je v večini že erodirano zaradi kasnejše izrabe. Prav tako pa je tudi površina samih marmornih skladov temnejša od površine tistih predelov, ki so bili v rabi kasneje.
V pozni antiki je sicer prišlo do počasnega zatona, vendar so bili kamnolomi še vedno aktivni, kot kaže območje na vzhodnem delu polotoka, tik ob morju.
V zgodnjem bizantinskem obdobju se je območje pridobivanja marmorja preselilo na celotni južni del polotoka, kjer lahko ob robovih opazimo tudi sklade naloženih marmornih blokov, ki so služili kot obramba pred viharji in visokimi valovi. Danes je večina tega predela že delno pod vodo, kar pomeni, da se je morska gladina tekom stoletij dvignila.
- Organizacija kamnoloma

Znotraj kamnolomov je bilo več predelov, ki so bili namenjeni točno določeni dejavnosti. Tako imamo predele ločevanja marmornih blokov od matične osnove, predele delavnic, kjer so bloke v grobem obdelali in jih pripravili za nadaljnji transport, odlagalne platforme, območja, kjer so nato tovor naložili s pomočjo žerjavov in pa seveda priveze za ladje. Predele so med seboj povezovale vklesane ravne poti.
Še danes so vidni sledovi ločitve marmornih blokov od osnove. Marmorne bloke so od osnove ločili s pomočjo klinov, po principu pokanja kamna. Prav tako so obdelovali površino s pomočjo koničastega dleta. Sledi, ki pri tem nastajajo, so specifične za vsak posamičen kamnolom in Aliki pri tem ni izjema. Po sami ločitvi od matične osnove so bloke le v grobem obdelali, fina obdelava je sledila kasneje.
- Oznake in napisi

V veliki večini so bili odkriti znaki v obliki križev. Prav tako najdemo tudi posamezne grške črke, ki bi jih lahko interpretirali kot oznake delavnic.
Edini pravi napis predstavlja napis v rdeči barvi, datiran v čas med 5. in 6.stol. Vsebuje šifre, napisane v stolpcih, katerih vsaka linija vsebuje 2 do 4 šifre. Njihov pomen je težko razvozlati, najverjetneje pa je, da gre za neke vrste merski sistem, ki je obstajal po predpisanih pravilih pri kamnosekih tega kamnoloma.
Kamnolomi so najverjetneje prenehali s svojim delovanjem tekom 7 stol., kar časovno sovpada z vojaško, ekonomsko in demografsko krizo Bizantinskega cesarstva v tem času.

### Rt Fanari
Leži zahodno od današnjega mesta Limenas. V antičnem obdobju je bil znan predvsem po svetilniku, kasneje pa tudi po kamnolomih. Ti so morali imeti podobno funkcijo kot na Alikiju, saj gre za identičen način odstranjevanja kamna, vendar v manjšem obsegu. Tudi časovno sovpada z delovanjem kamnolomov na Alikiju, je pa tukaj tudi bolj poznana klasična faza.
- Napisi

Za zdaj edini odkriti napis na tem območju je bil vrezan v steno kamnoloma in predstavlja ime ΠΥΡΡΟΥ.

### Saliara
Območje Saliare leži južno od rta Fanari, v neposredni bližini rta Vathy. Kamnolomi se nahajajo ob obalnem pasu, ponekod se spustijo tik do morja, nekateri predeli so tudi potopljeni. Sledovi izrabe so številni.
Marmor so izrabljali med 4 stol. pr. n. št. vse do poznorimskega obdobja.
- Organizacija kamnoloma

Tako kot v primeru Alikija, je bilo tudi tukaj več predelov, kjer so potekale točno določene dejavnosti. Tako poznamo prostor, kjer so marmor lomili od osnove, delavnice za pripravo marmornih blokov, delavnice za popravilo orodij, platforma za nakladanje, stanovanjski predel, svetišče, grobišče, stražni stolpi in pa drsne ploščadi ter poti, ki so posamezne predele povezovale med seboj.
Med delavnicami lahko ločimo delavnice, ki so izdelovale manjše bazenčke, delavnice, ki so obdelovale bloke za kiparske namene ter delavnice, ki so izdelovale sarkofage.
- Napisi

Odkrita sta bila dva napisa - HPAKΛ, ki bi lahko, datiran v 4.stol.pr. n. št. in HPAKΛΗΣ. Gre za omembi Herakleja, zaščitnika kamnosekov, katerega kult je bil zelo razširjen na otoku, o čemer nam pričajo tudi njegove upodobitve in njemu posvečeno svetišče v centru mesta Liménas.

### Rt Vathy
Rt Vathy leži vzhodno od območja Saliare. Območje izrabe marmorja se razteza vzdolž pobočja tega rtiča in sega vse do morja. Čas izrabe tega kamnoloma zajema obdobje od 6. oz 5. stol.pr. n. št., čez celotno klasično in helenistično obdobje, nato dalje v imperialnem obdobju in tudi v bizantinskem času.
Produkcija polizdelkov iz tega kamnoloma je zajemala serije kipov in pa tudi kolosalnih skulptur (predvsem v imperialnem obdobju), arhitektonskih členov (6., 5.stol.pr. n. št., čez celo helenistično obdobje) in pa tudi različnih sarkofagov (2. in 3.stol.).

## Delavnice in izdelki
Delavnice v kamnolomih samih so izdelovale tako za lokalni trg, kot tudi za širšega. Izdelki, namenjeni lokalnemu trgu so tako bili izdelani do konca. Gre za razne večje bloke, ki so jih uporabili pri gradnji mestnega obzidja in stavb, arhitekturni členi, sarkofagi in kipi.
Marmor namenjen širšemu trgu pa je na cilj prispel v obliki polizdelkov. Gre predvsem za kipe, nedokončane stebre, baze stebrov in kapitele, okrasne plošče, tudi sarkofage.
Tasoški marmor najdemo v Makedoniji že od arhaičnega obdobja naprej. Bolj oddaljena tržišča so cvetela v poznem arhaičnem in klasičnem obdobju - Peloponez, Turčija in J Italija.
Občasen izvoz v severozahodno Malo Azijo lahko zasledimo v helenističnem obdobju. Ob koncu helenizma doseže centralno Italijo.
V rimskem imperialnem obdobju so izvažali tudi v oddaljene predele Mediterana. Trgovina doseže vrh v 2 stol., kjer je kot glavno tržišče zastopana Italija, marmor pa najdemo tudi v južni Grčiji, na centralnih egejskih otokih, obalah Male Azije, v Jordaniji, Egiptu, Tuniziji in v Franciji. Material se je uporabljal predvsem za kipe, iz Italije so znani tudi sarkofagi.

## Transport
Transport samih blokov ni bil možen drugače, kot po morju. Tako so bili v kamnolomih odkriti tudi sledovi različnih naprav, ki so služile za transport blokov. Da so blok lahko premaknili so v osnovi potrebovali drsne ploščadi, ki so izkoriščale naravni naklon terena. Nujno potrebno je bilo tudi dvigalo – škripec ali žerjav, da so lahko blok odstranili, kot tudi tam, kjer so ga nato naložili na ladje.